# イジャスラフ・ダヴィドヴィチ (ヴィシゴロド公)
イジャスラフ・ダヴィドヴィチ（ロシア語: Изяслав Давыдович、1170年 - 1184年）は、スモレンスク公ダヴィドの子である。
イジャスラフはおそらく、1180年以降ヴィシゴロド公位にあった。また、1180年から1184年までの間に、ポロヴェツ族のハン・トグリイの娘と結婚したとみなす説がある。イパーチー年代記には、1184年にポロヴェツ族への遠征（オレリ川の戦い）に参加したという記述がある。また、おそらくその後に死亡したとみなされている。